# 洞庭路站 (天津市)
洞庭路站是天津地铁6号线的地铁站，位于中华人民共和国天津市河西区渌水道与内江路交叉口，于2018年4月26日开通。

## 车站结构
洞庭路站位于渌水道与内江路交叉口，沿渌水道设置，呈东西走向，为地下两层岛式站台车站，车站长198.6米，标准段宽20.7米，车站地下一层为站厅层，地下二层为站台层，站台设置全高站台门。
| 地面              | 出入口 | A、C出入口                                                                                                  |
| 地下一层          | 站厅   | 客服中心、自动售票机、验票机                                                                                |
| 地下二层          | 站台   | \| \| \| █ 6号线往南孙庄（解放南路） \| \| 島式 · 開左邊车门 \| \| \| \| \| \| █ 6号线往渌水道（梅林路） \| |
|                   |        | █ 6号线往南孙庄（解放南路）                                                                                 |
| 島式 · 開左邊车门 |        | |
|                   |        | █ 6号线往渌水道（梅林路）                                                                                   |

## 车站出口
洞庭路站目前开放2个出入口，各出口及周围设施如下所示：
|                                      |      |        |                          |
| 出口编号                             | 照片 | 地点   | 可到达目的地             |
| 出口 · A · 扶手电梯标志              |      | 内江路 | 天津瑞府                 |
| 出口 · C · 升降机标志 · 扶手电梯标志 |      | 渌水道 | 中海时光之境，新梅江公园 |
| 註： 設有 \| 設有扶手電梯            |      |        |                          |

## 换乘交通
| 公共汽车线路 \| 编号 \| 编号 \| 线路 \| 线路 \| 线路 \| 收费 \| 运营商 \| 备注 \| \| ---- \| ---- \| ------------ \| ---- \| -------------- \| ---- \| ---------- \| ---- \| \| \| 657 \| 沂山路公交站 \| ⇆ \| 商业大学公交站 \| 2元 \| 公交二公司 \| \| |      |              |      |                |      |            |      |
| 编号 | 编号 | 线路         | 线路 | 线路           | 收费 | 运营商     | 备注 |
| | 657  | 沂山路公交站 | ⇆    | 商业大学公交站 | 2元  | 公交二公司 |      |

| 编号 | 编号 | 线路         | 线路 | 线路           | 收费 | 运营商     | 备注 |
| ---- | ---- | ------------ | ---- | -------------- | ---- | ---------- | ---- |
|      | 657  | 沂山路公交站 | ⇆    | 商业大学公交站 | 2元  | 公交二公司 |      |

## 车站历史
本站工程名与正式站名均为洞庭路站，以车站东侧的洞庭路命名。
- 2018年4月26日，车站随6号线一期南段通车开通[2]。